# 두릉초등학교
두릉초등학교는 대한민국 경상북도 상주시 사벌면 사벌로 507 (두릉리)에 있었던 공립 초등학교이다.

## 연혁
- 1936년 5월 10일 사벌공립보통학교 부설 두릉간이학교 인가
- 1943년 5월 26일 사벌서부공립국민학교 승격 개교
- 1973년 12월 1일 두릉국민학교로 개칭
- 1993년 11월 27일 병설유치원 개원
- 1996년 3월 1일 두릉초등학교로 개칭
- 2005년 3월 1일 사벌초등학교로 통합